# El Kennar Nouchfi
El Kennar Nouchfi (em árabe: القنار نشفي) é uma cidade e comuna localizada na província de Jijel, Argélia. Segundo o censo de 2008, a população total da cidade era de 15 852 habitantes.